# Pala San Quirico

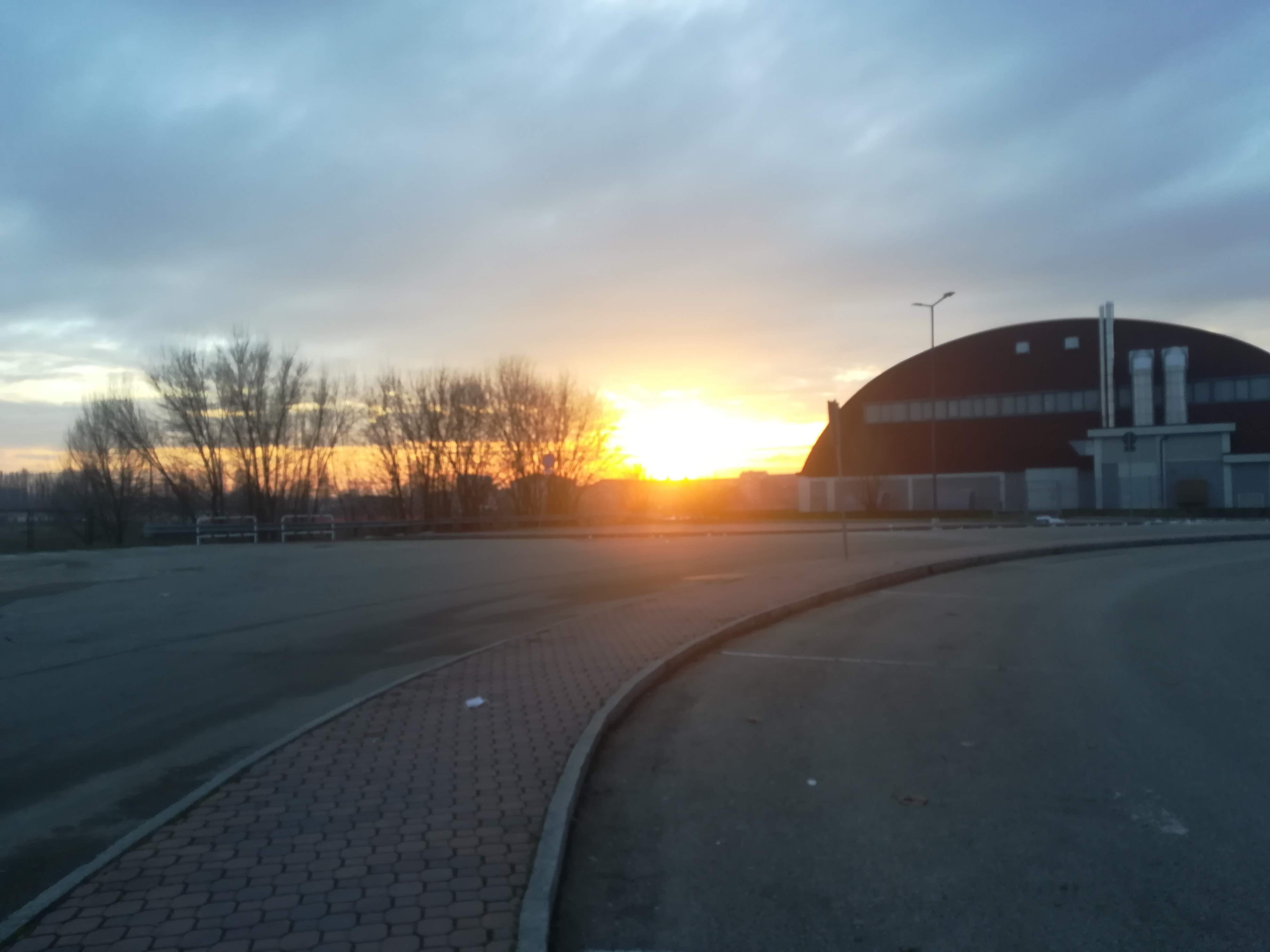
"Pala San Quirico" visto dall'esterno. E' possibile notare la costruzione sulla destra

Il Pala San Quirico è un palazzetto dello sport di Asti.
È utilizzato principalmente per le partite casalinghe dell'A.S.D. Asti Calcio a 5, Libertas Astense e dell'Hasta Volley Asti sia maschile che femminile; è stato ampliato nell'autunno 2010 per la stagione dell'Asti Garage. Attualmente è in progetto un'ulteriore espansione.